# Stephens megye (Georgia)
Stephens megye az Amerikai Egyesült Államokban, azon belül Georgia államban található. Megyeszékhelye és legnagyobb városa Toccoa. Lakosainak száma 26 784 fő (2020. április 1.). Stephens megye Oconee, Franklin, Habersham és Banks megyékkel határos.

## Népesség
A megye népességének változása:
| Lakosok száma | 26 160 | 25 818 | 25 820 | 25 683 | 25 586 | 26 784 |
|               | 2010   | 2011   | 2012   | 2013   | 2015   | 2020   |